# Římskokatolická farnost Ostrožská Nová Ves
Římskokatolická farnost Ostrožská Nová Ves je územní společenství římských katolíků s farním kostelem svatého Václava v děkanátu Uherské Hradiště.

## Historie farnosti
První zmínky o obci se datují k roku 1258 – jako Dlouhá Ves. Jednalo se o rurální doplněk královského města Uherské Hradiště, roku 1315 byla dle záznamů podřízena uherskohradišťskému městskému právu. Během husitských válek obec zpustla, po nich roku 1464 bylo poprvé použito pojmenování Nová Ves.
Největší útrapy obec zažila při dvojnásobném vypálení, a to roku 1663 Turky během Rakousko-Turecké války a 1704–1705 kuruky během Uherského povstání. Vesnice si během 19. století také prošla třemi epidemiemi cholery.
Samostatná fara v Ostrožské Nové Vsi vznikla v období 1492–1497. Před tou dobou byla vesnice přifařena ke Kunovicím. V 16. století se stala nakrátko protestantskou, jelikož zdejší farář Pavel Kyrmezer byl luterán. Za třicetileté války fara v obci zanikla a obec byla přifařena k Uherskému Ostrohu, od roku 1751 sem byl vyslán ostrožský lokátor, za 23 let byla zřízena kuracie a v roce 1855 vznikla jejím povýšením v obci opět autonomní farnost. Přifařeny byly i Chylice.

## Duchovní správci
Od července 2010 byl farářem R. D. Mgr. Josef Kuchař. Toho od července 2019 vystřídal P. Mgr. Jan Žaluda, SDB.

## Bohoslužby
| Kostel          | Místo              | Bohoslužba (den)                                 | Hodina                                                      | Poznámka     |
| --------------- | ------------------ | ------------------------------------------------ | ----------------------------------------------------------- | ------------ |
| svatého Václava | Ostrožská Nová Ves | neděle pondělí úterý středa čtvrtek pátek sobota | 7.30 18.00 (SEČ)/18.30 (SELČ) 18.00 (SEČ)/18.30 (SELČ) 7.00 | farní kostel |

## Aktivity ve farnosti
Pravidelně se konají duchovní obnovy, setkání společenství, výuka náboženství, při bohoslužbách zpívá schola.
Ve farnosti se pravidelně pořádá tříkrálová sbírka. V roce 2017 dosáhl výtěžek sbírky 81 183 korun.